# Reflexive Fotografie

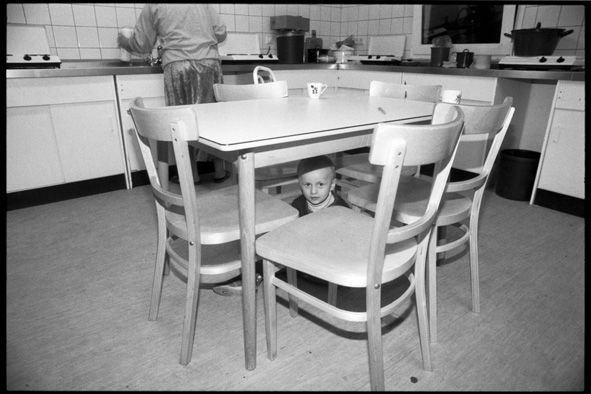
Angst in der Fremde und vor Fremden. Ein Asylbewerberkind zieht sich unter den Tisch einer Gemeinschaftsküche einer Asylbewerberunterkunft zurück

Die reflexive Fotografie (lateinisch „rückbezüglich“) ist eine Methode der empirischen Sozialforschung, bei der Fotografien für die Gestaltung eines Interviews zwischen Forscher und Versuchsperson (Proband) genutzt werden. Die Methode geht über die dokumentarische Fotografie hinaus und wird vor allem in der Soziologie und der Ethnographie (Völkerbeschreibung) eingesetzt, um zu untersuchen, wie Menschen ihre Lebenswelt wahrnehmen und deuten. Die reflexive Fotografie ist ein Bestandteil der visuellen Soziologie sowie der visuellen Anthropologie, die Fotos sowie Filme und Videos einsetzt, „um eine Gesellschaft und ihre visuellen Artefakte zu studieren“.

## Einordnung
Reflexive Fotografie ist eine Zusammenstellung von Ansätzen, mit deren Hilfe Forscher Fotografien einsetzen, um soziale Begebenheiten zu erkennen, zu beschreiben und zu analysieren. Als Bestandteil der umfassenderen visuellen Soziologie geht sie zurück auf den amerikanischen Soziologen Douglas Harper, der sie in den 1980er Jahren entwickelte. Im deutschen Sprachraum hat unter anderen der Humangeograph Peter Dirksmeier die Methode aufgegriffen und eingesetzt. 
Die reflexive Fotografie teilt sich in zwei Konzepte:
- die semiotische Vorgehensweise (gemäß der Zeichentheorie) greift auf bereits bestehende Fotografien zurück, beispielsweise aus Zeitungen, Magazinen oder Werbungen;
- die konventionelle Vorgehensweise erstellt eigene Fotografien und nutzt diese zur Datenerhebung.

Die reflexive Fotografie ist eines von vier Interview-Verfahren des visuell-soziologischen Ansatzes, die anderen drei Verfahren sind:
1. bei der Foto-Elizitation („jemandem etwas entlocken“) werden den Versuchspersonen zur Stimulation in der Interview-Situation Fotografien vorgelegt;
2. bei der Fotonovela („Bildroman“) fotografieren die Versuchspersonen selber ihre Lebenswelt über einen längeren Zeitraum;
3. beim Autodriving („Selbstantreibung“)[3] werden die Versuchspersonen fotografiert und geben anschließend über sich in der Situation auf den Fotografien Auskunft.

## Methodik
Beim Vorgang der reflexiven Fotografie bittet der wissenschaftliche Beobachter die Versuchsperson, Fotografien zu bestimmten Themen zu machen. Dabei fotografiert die Versuchsperson eigenständig und unabhängig vom Beobachter. Diese Vorgehensweise garantiert der Versuchsperson eine größtmögliche Freiheit in Bezug auf die gewählten Bildmotive. Dieser große Entscheidungsspielraum kann zudem motivierend wirken. Während des Fotografierens oder direkt danach werden Eindrücke, Gründe und Überlegungen über die gerade aufgenommenen Bilder notiert. Im darauffolgenden Tiefeninterview wird die Versuchsperson über die von ihr gewählten Bildmotive befragt. Dabei kann die Person näher auf ihre Gedanken und Absichten eingehen, denn die Fotoaufnahmen erlauben ihr ein tieferes, rückbezüglicheres Denken über die zuvor abgesprochenen Themenfelder. Die Methode der reflexiven Fotografie beinhaltet insofern einen Wechsel der Perspektive, weil die Versuchsperson selber der „unangezweifelte Experte über seine Aufnahmen“ ist, denn sie fotografiert nach einführender Absprache ohne Beeinflussung durch den wissenschaftlichen Beobachter. Bei der reflexiven Fotografie ist der Beobachter der Laie, der nur zur Vorbesprechung und dann erst wieder zum Interview erscheint.
Die reflexive Fotografie lässt ein hohes Maß an Kontingenz zu (Offenheit und Ungewissheit der Erfahrungen), anstatt mit Hilfe von kontrollierten Methoden eine schon vorausgesetzte Ordnung neu zu entdecken. Der französische Soziologe Pierre Bourdieu (1930–2002) betonte jedoch, dass die ausgewählten Fotografien keinesfalls wirklichkeitsgetreue Abbilder seien, weil jedes fotografische Bild die Wirklichkeit von vornherein „immanent“ aussuche und immer vom subjektiven Blickwinkel des Fotografierenden abhängig sei. Die Fotografien entstehen aus einer subjektiven Auswahlentscheidung und sind das Ergebnis einer von verschiedenen sozialen Normen gelenkten Wahl. Jedes Bild ist demnach durch den Habitus (Gesamtheit der Vorlieben und Gewohnheiten) der Versuchsperson geprägt. Das im Bild Dargestellte kann Auskunft über normative, klassenspezifische und ästhetische Kriterien geben sowie gruppenspezifische Wahrnehmungs-, Denk- und Handlungsmuster offenlegen.